# Abbaye Notre-Dame de Cercamp
L'abbaye Notre-Dame de Cercamp est une ancienne abbaye cistercienne fondée au XIIe siècle par Hugues III de Campdavaine, à Frévent dans le hameau de Cercamp.
Rattachée à l'ordre cistercien, elle était fille de Pontigny. Elle a été fermée à la Révolution française et ses bâtiments ont été en grande partie ruinés au XIXe siècle.
L'abbaye se trouvait dans la vallée de la Canche qui baignait, au nord, les murs du monastère au moyen d'un canal creusé de main d'hommes. Ce canal amenait l'eau dans les jardins de l'abbaye.

## Toponymie
Les différentes formes qui désignaient Cercamp ont été :  Carus campus ; Clairsage ; Claircamp ; Cercamp. Cercamp signifierait le « champ du cerf » comme en témoigne l'écusson qui était sculpté sur le principal bâtiment de l'abbaye. Cet écusson a été enclavé, par la suite, dans un mur latéral de l'hôtel Saint-Martin à Frévent.

## Histoire

### Acte fondateur
Hugues de Camp d'Avesnes, comte de Saint-Pol, investit en 1131 Saint Riquier où s'étaient réfugiés les seigneurs d'Auxi et de Boubers-sur-Canche, ennemis qu'il avait combattus lors de diverses rencontres. Il utilise le feu grégeois qui détruit la ville, l'abbaye et tue 2 500 personnes. Les survivants se réfugient à Abbeville, dont l'abbé de Saint-Riquier qui porte plainte contre le comte au concile de Reims, mais celui-ci continue de dévaster la région. 
Louis le Gros s'apprête à punir le comte Hugues quand ce dernier suit les conseils du pape en fondant un monastère et en construisant l'abbaye de Cercamp.

### La légende
Malgré ce revirement, il est, si l'on en croit la légende, condamné par le jugement divin à se changer en loup et à parcourir les lieux qu'il avait dévastés sous cette forme, chargé de chaînes. On le voit pendant la nuit, poussant d'affreux hurlements, et on l'appelle désormais la « Bête canteraine ».

### Moyen Âge

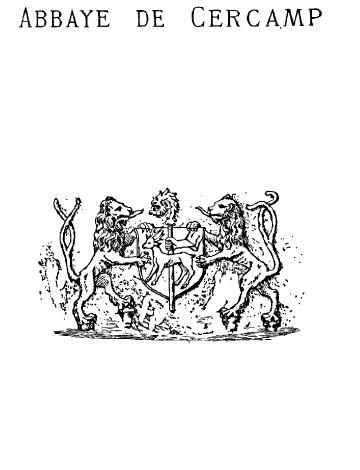
Le champ du cerf, écusson sculpté au fronton de l'abbaye.

En 1124, Hugues Corbet ayant participé à la croisade avec son père Renaud Corbet, de retour du Levant est inhumé dans l'abbaye. Plus tard son fils Raoul y est également inhumé.
En 1197, Huges, sire et baron d'Auxi-le-Château est cité avec son épouse et ses enfants dans un titre de l'abbaye de Cercamp.
En 1239, Hugues V de Châtillon-Saint-Pol (Ier de Saint-Pol) (fin du XIIe siècle -1248) et par sa seconde épouse Marie d'Avesnes (1200-1241) constituent par une charte une rente annuelle et perpétuelle de treize muids de grain au profit du monastère et stipulèrent comme condition expresse que les moines de Cercamp enverraient chaque année aux frais de leur couvent 10 000 harengs et trois pots de beurre à l'abbaye du Pont-aux-Dames à Couilly. La redevance de trois pot de beurre fut rachetée en 1360, moyennant six muids de vin vermeil que les moines possédaient dans le vignoble de Crécy, et qu'ils cédèrent à l'abbaye du Pont-aux-Dames. La redevance des harengs fut rachetée plus tard  moyennant une rente de 140 livres qui fut payée régulièrement jusqu'en 1789.
En janvier 1265, une charte de l'abbaye de Cercamp indique le mariage de Mahault et de Mayus de Hauteclocque.
Le 29 septembre 1288, Mahaud de Brabant meurt et est enterrée dans l'abbaye de Cercamp. Elle est l'épouse de Robert J., comte d'Artois en 1237, puis avec dispense du pape Alexandre IV elle épouse en secondes noces Guy de Châtillon II, comte de Saint-Pol. Elle est inhumée près de son mari sous un tombeau de cuivre doré et émaillé de pierreries.
Au XIIIe siècle, Gautier Disque meurt de maladie quinze jours après Pâques. Il est inhumé dans l'église d'Iuuy bien qu'il ait ordonné de le transporter à l'abbaye de Cercamp, car les chemins sont périlleux.
Le 5 mai 1339, Marie de Bretagne (1268–5 mai 1339), fille de Jean II de Bretagne et son époux Guy IV de Châtillon-Saint-Pol, comte de Saint-Pol (1254-1317), sont tous deux inhumés dans l'abbaye.
En 1415, l'abbaye est ravagée par l'armée anglaise, pendant la guerre de Cent Ans.
L'énergique abbé Pierre de Bachimont (1512-1550) releva Cercamp. Il était bachelier en théologie et fut confirmé à Paris par le prélat de Citeau, 38 ans d' exercisse. Pierre de Bachimont fit remplacer par des ardoises les tuiles qui coiffaient la croisée c'est-à-dire le transept et la nef, celle-ci fut confiée au couvreur Servais, il dota l'édifice de vitraux colorés, notamment à trois fenêtres hautes percées dans le cœur dessus l' autel. Il fit percer des stèles commandées à Adam Dobelmer, enfin devant le pupitre et autour il fit exécuter une clôture en bois et deux autels respectivement dédiés à la Vierge et à tous les Saints.
Le 21 janvier 1464, par ses lettres patentes, le roi Louis XI (1423-1483) confirme les privilèges de l'abbaye accordées par ses prédécesseurs.

### Temps modernes
En 1517, dans une charte de l'abbaye, il y a un aveu et dénombrement de Charles de Hauteclocque au sire marquis de Blangy.
En 1553, du 5 au 7 août, séjourna à l'abbaye Charles de La Roche-sur-Yon qui servait avec son  frère Louis III de Montpensier dans les guerres contre Charles Quint. Il rejoignit Henri II qui assiégeait Renty.
Le 15 octobre 1558, les négociations des traités du Cateau-Cambrésis débutent à l'abbaye, avant de se poursuivre au château du Cateau-Cambrésis. Les traités sont signés le 2 et 3 avril 1559 et mettent un terme au conflit entre la France d'un côté et l'Espagne et l'Angleterre de l'autre.

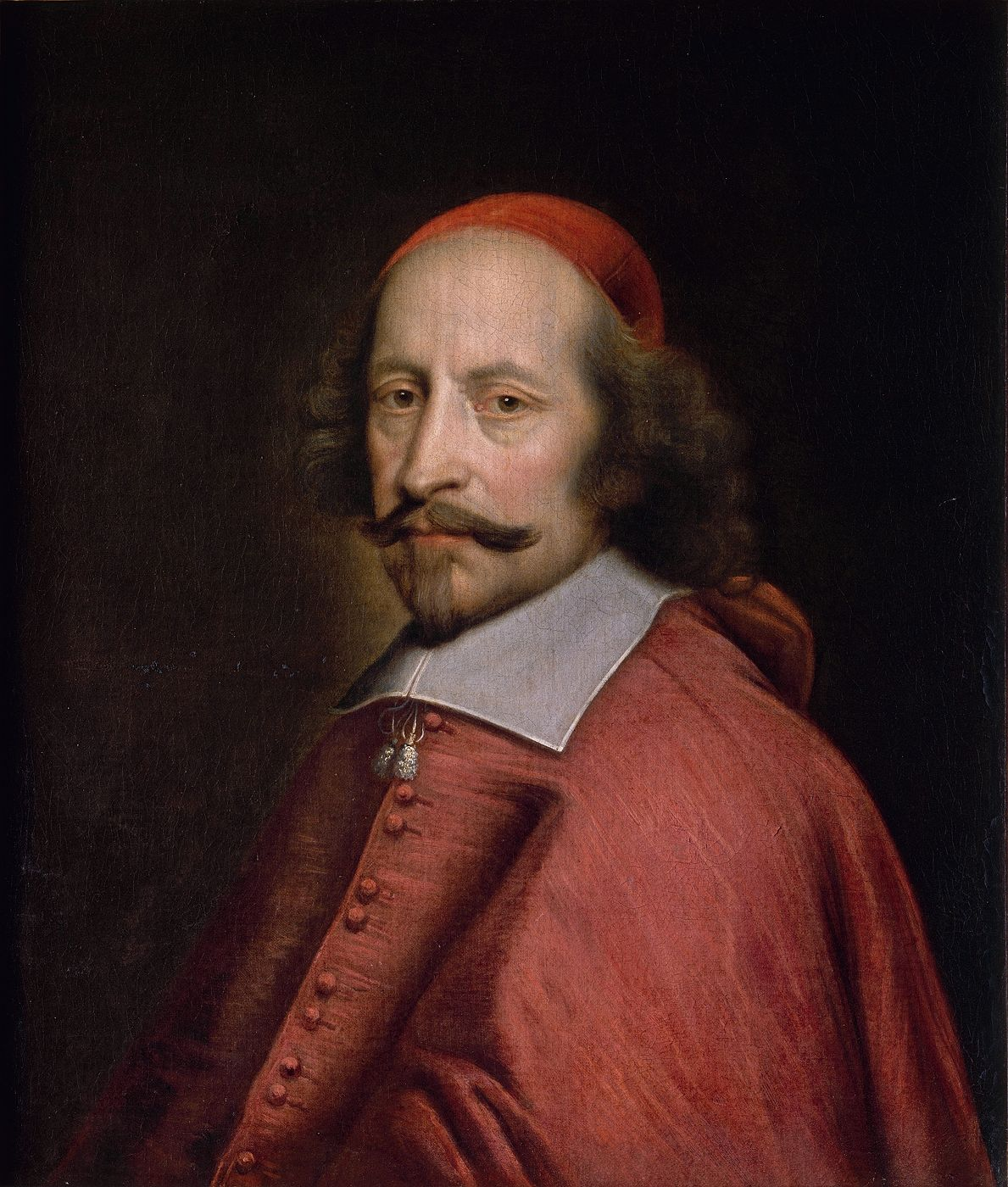
Atelier de Pierre Mignard, Le Cardinal Mazarin (1658-1660), Chantilly, musée Condé.

En 1617, Louis XIII nomme Eustache Picot, maître de musique de sa chapelle à l'abbaye de Cercamp pour défense des droits du roi pour la mouvance du comté de Saint-Pol.
Le 26 mai 1638, Gaspard III de Coligny campe à l'abbaye, il essaie d'assiéger la ville de Saint-Omer. L'intervention de Thomas de Savoie-Carignan puis de Piccolomini l'oblige à se retirer.
Le 25 septembre 1684, à cette date sous une inscription dans une des chapelles de la nef rappelle le transfert des corps de Guy de Chastillon et Anne de Bretagne, Pierre de Luxembourg et la dame des Essaux ainsi que Jacques de Luxembourg.
En 1710, les murailles du jardin sont renversées lors de la guerre de Succession d'Espagne.
Le 17 octobre 1713, le sieur Bonnaire, chevalier de Saint-Lazare, reçoit du roi une pension de mille livres sur l'abbaye de Cercamp.

### Époque contemporaine
Le 17 juin 1790, l’Assemblée nationale décrète le transfert des biens de l'abbaye au département du Pas-de-Calais.
Le 6 juin 1794, le directoire du département du Pas-de-Calais décrète qu'en exécution de la loi du 20 mai 1794, l'abbaye de Notre-Dame d'Hénin-Liétard serait supprimée et que les religieux se réuniraient avant le 1er juillet aux bernardins de la maison de Cercamp. Le 23 juillet 1793, trois charrettes emmènent les chartes, livres, manuscrits, titres papiers au district d'Arras où ils sont brûlés publiquement le soir-même en exécution de l'arrêté du directoire.
Le 30 mai 1795, l'abbaye est vendue avec toutes les dépendances immédiates d'une contenance de 32 arpents.
En 1823, le baron François-Luglien de Fourment établit une filature de laine sur les ruines de l'ancien couvent des moines de Cîteaux. La filature est détruite par un incendie en 1871.
En 1837, l'église abbatiale n'est plus qu'un amas de ruines sous les marteaux des démolisseurs.
Auguste, son fils, membre du conseil supérieur du Commerce et de l’Industrie, maire de Frévent de 1855 à 1891, crée un haras, collectionne les peintures et ne cesse d’embellir son domaine. L'abbaye, usine un temps, devient château.
En 1915, le général Foch y installe son état major. Il y reçoit notamment le roi George V, Alexandre Millerand, ministre de la guerre, les généraux Joffre et French. Dans ces lieux, le président Poincaré lui remet les insignes de grand-croix de la Légion d’honneur. 
Légué à l’Assistance publique de la Seine, le domaine est affecté à des établissements liés à la santé ou à l’enseignement. 
Depuis 2012, il est ouvert au public et fait l’objet d’une restauration progressive.

## Architecture et description
L'intérieur des bâtiments de la Porterie, des Hôtes et des Étrangers, ainsi que les bâtiments annexes et le parc font l’objet d’une inscription au titre des monuments historiques depuis le 16 septembre 1946, transformée en classement par arrêté du 16 mars 2015.
Le bâtiment des Hôtes, pour ses façades, toitures, cheminées et salles aux boiseries du rez-de-chaussée, ainsi que les façades et toitures du bâtiment de la Porterie, font l’objet d’un classement au titre des monuments historiques depuis le 15 avril 1947.

## Filiation et dépendance
Notre-Dame de Cercamp est fille de l'abbaye de Pontigny.

## Liste des abbés

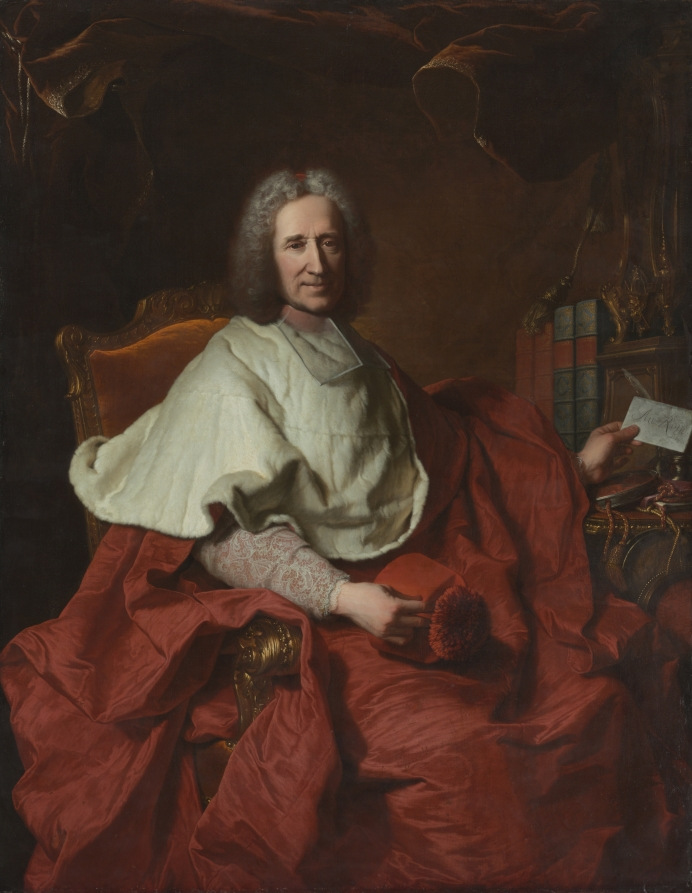
Hyacinthe Rigaud, Portrait du cardinal Guillaume Dubois (1723), Cleveland Museum of Art.

- Cinquante-quatre abbés se succèdent durant six siècles. Le premier abbé conventuel, Jourdain, reste à la tête du monastère de 1140 à 1141.
- Au XVIe siècle, par la signature du concordat de Bologne de 1516, l'abbaye de Cercamp, comme toutes les abbayes, est soumise au système de la commende. L'abbé, nommé par le roi, ne réside plus à l'abbaye mais en perçoit les bénéfices.

### Abbés réguliers
- Jean X 34e abbé de 1484 à 1503.
- Louis Vignon 35e abbé de 1503 à 1512.

### Abbés commendataires
- Pierre de Bachimont  36e abbé de 1512 à 1550.
- Jean Rouget 37e abbé de 1550 à 1569.
- Philippe de Saulty 38e abbé de 1569 à 1575.
- Germain Pecqueur 39e abbé de 1575 à 1578.
- Eustache de Bayart 40e abbé de 1578 à 1613.
- Philippe de La Haye 41e abbé de 1613 à 1618.
- François Monchiet 42e abbé de 1618 à 1626.
- Jacques Le Maire 43e abbé de 1626 à 1649.
- Antoine Géry 44e abbé de 1650 à 1658  .
- Louis Lelièvre 45e abbé en 1658 .
- Le cardinal Mazarin est le 46e abbé, de 1659 à sa mort en 1661.
- Jules-Paul de Lionne est le 47e abbé de 1661 à 1721,
- Le cardinal Dubois est le 48e abbé, de 1721 à 1723[29].
- Louis de Bourbon (1709-1771) 49e abbé de 1723 à 1738.
- Théodore de Potocky 50e abbé en 1738.
- Claude-François de Montboissier de Canillac de Beaufort en est le 51e abbé, de 1739 à 1761.
- Le cardinal Prospero Colonna di Sciarra est le 52e abbé, de 1761 à sa mort le 20 avril 1765[30].
- Charles Antoine de La Roche-Aymon devient le 53e abbé, en 1765.
- Alexandre Angélique de Talleyrand-Périgord est le 54e et dernier abbé, de 1777 à 1789.

## Personnalités liées à l'abbaye
- Hugues IV de Campdavaine meurt en 1205 et est inhumé à l'abbaye.
- Marie de Luxembourg (1462-1546) est inhumée partiellement à l'abbaye[31] ainsi que son père Pierre II de Luxembourg-Saint-Pol mort en 1482.
- Jean-Baptiste Thiaudière de Boissy (1666-1729)[32]